# Asentamientos confederados en Honduras británica
Los Asentamientos confederados en Honduras Británica son un subgrupo cultural y étnico en Belice, anteriormente conocido como la colonia de Honduras Británica. Son los descendientes de los Confederados de América que huyeron a Honduras con sus familias durante y después de la guerra civil estadounidense.
Cuando estalló la guerra civil estadounidense, los líderes coloniales británicos vieron la oportunidad de beneficiarse de la venta de armas a los Estados Confederados. Pronto, un rentable comercio de armas para los estadounidenses impulsó la economía colonial y Honduras Británica simpatizaba con la causa confederada. El gobernador colonial y otros funcionarios también estaban interesados en reclutar sureños estadounidenses que tuvieran conocimientos en el cultivo de algodón y azúcar. A los inmigrantes confederados se les ofrecieron subsidios sustanciales y exenciones de impuestos. El general Robert E. Lee y el exgobernador de Mississippi John J. McRae aconsejaron a los sureños que no huyeran a América Central pero muchos ignoraron sus consejos e intentaron establecer una nueva economía de plantación en la colonia de habla inglesa. Muchos sureños que aceptaron las ofertas de tierras del gobernador a un precio reducido eran fugitivos del gobierno estadounidense, y muchos simplemente lo habían perdido todo durante la guerra.
La evidencia sugiere que más confederados huyeron a Honduras Británica que a cualquier otro destino,[cita requerida] en parte porque podían aclimatarse fácilmente a la colonia de habla inglesa. Esta es también la razón por la que no han mantenido una identidad cultural distinta como aquellos que fueron a lugares como Brasil. En muchos casos, los confederados intentaron cultivar algodón, pero el clima inhóspito y los insectos voraces sofocaron el esfuerzo. Los confederados bien conocidos que fueron a Honduras Británica incluyeron Colin J. McRae (exagente financiero confederado en Europa) y Joseph Benjamin (hermano del secretario de guerra confederado Judah P. Benjamin).
El historiador y autor Donald C. Simmons, Jr. publicó un libro en 2001 titulado Asentamientos confederados en Honduras Británica sobre este episodio en la historia estadounidense y británica de Honduras.